# The Legend of Zelda
The Legend of Zelda – przygodowa gra akcji, wyprodukowana i wydana przez Nintendo, zaprojektowana przez twórców Shigeru Miyamoto oraz Takashi Tezuka. Ukazała się na dyskietce Famicom Disk System w 1986 roku w Japonii, a następnie w 1987 roku na konsoli NES w USA. Jest to pierwsza część serii gier konsolowych The Legend of Zelda.

## Fabuła
Głównym bohaterem gry jest młody chłopak, Link, który musi odzyskać przedmiot zwany Triforce of Wisdom oraz uratować tytułową księżniczkę Zeldę, pogrążoną w głębokim śnie. Akcja toczy się w małym królestwie w krainie Hyrule.

## Rozgrywka
Bohater wędruje przez góry, lasy oraz podziemia. Akcja gry przedstawiona jest w widoku z lotu ptaka, a obraz przesuwa się automatycznie, kiedy bohater podchodzi do krawędzi ekranu. Link za pomocą miecza walczy z kolejnymi wrogami – kiedy jest w pełni zdrowy, może rzucać nim niczym pociskiem, jednak kiedy jest raniony – nawet lekko – może atakować tylko w starciu bezpośrednim. Poziom życia Linka przedstawiony jest w postaci ikon serca. Świat gry cechował się otwartością – sześć z ośmiu podziemi było od razu dostępnych dla graczy, przez co gracz mógł łatwo się zgubić.

## Odbiór gry

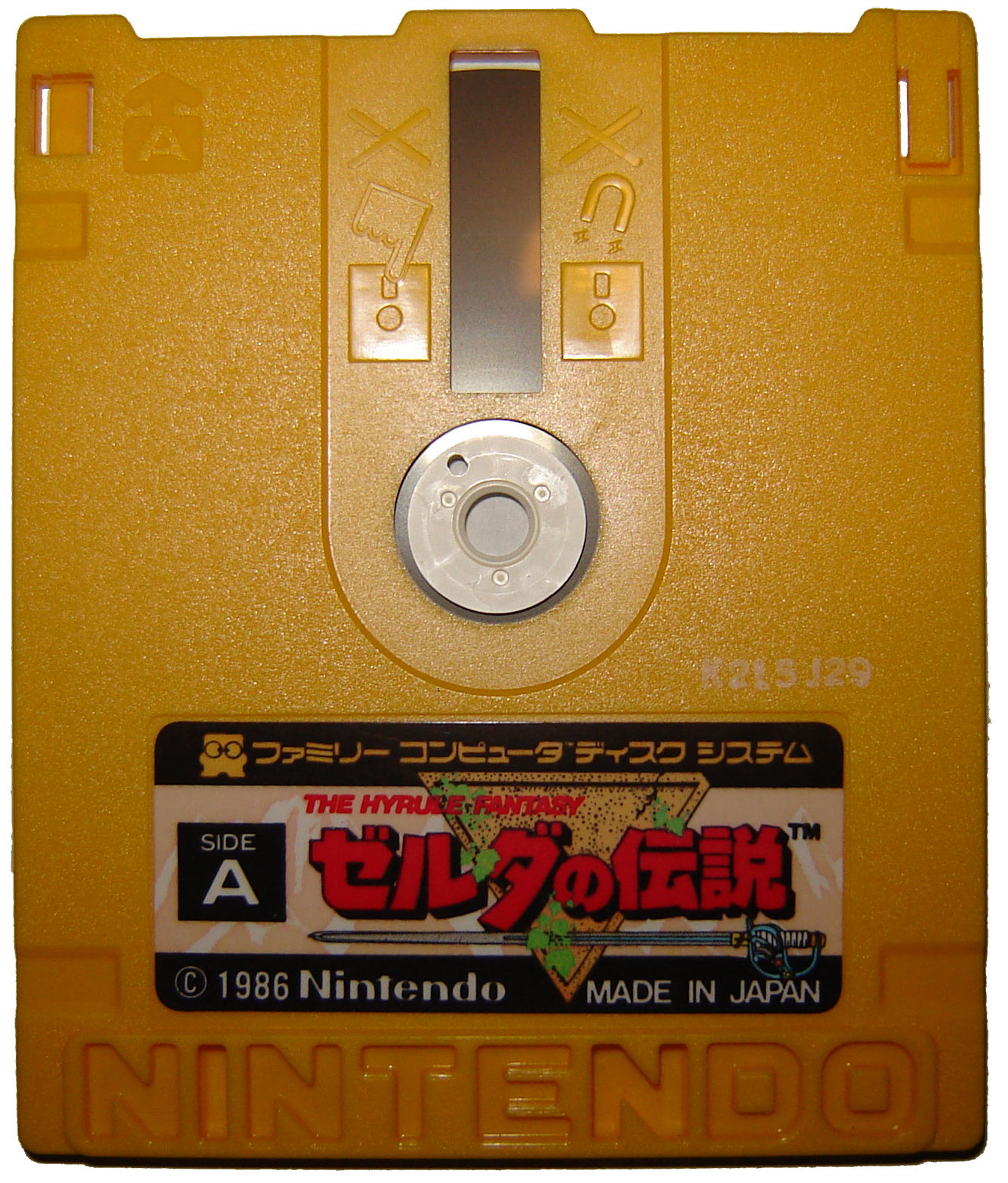
Japońska dyskietka z grą The Legend of Zelda

Gra została pozytywnie przyjęta przez recenzentów, serwis IGN umieścił ją na drugim miejscu najlepszych gier na konsolę NES. The Legend of Zelda miała wyjątkowy wpływ na rozwój gatunku. Wprowadzone w niej zostały elementy gier fabularnych, przejawiające się w możliwości zbierania przedmiotów służących do pokonywania wielu postaci. Była to też pierwsza w historii gier produkcja, która umożliwiała zapisywanie aktualnego stanu gry.
Gra pojawiła się także na NES Classic Edition.